# ザナドゥ計画
ザナドゥ計画 (Project Xanadu) は、世界最初のハイパーテキスト開発プロジェクトである。1960年、テッド・ネルソンにより創始された。開発は長期に及び、1998年にProject Udanaxとしてソースコードを公開。2014年に開発開始から54年間を経てOpenXanaduが公開された。その間に、ザナドゥ計画に影響を受けて1989年に開発が開始されたWorld Wide Webが全世界に普及し、当初狙っていたポジションは奪われてしまったため、現在はPDFの置き換えを狙って開発中である。50年以上という開発期間の長さは、ソフトウェアとしては異例中の異例である。

## 概要
ヴァネヴァー・ブッシュが1945年に発表したMemexという構想に影響を受け、1960年に開始された、世界最初のハイパーテキスト開発プロジェクトである。Web上の公式サイトでは、紙媒体との発想の違いを強調している。曰く、「今日、広く使われているソフトウェアは紙媒体を模している。（同様に紙媒体の模倣である）World Wide Webは、リンクが一方向で途切れ易く、バージョン・コンテンツの管理を欠いている。こうしてWWWは、我々が元来構想していたハイパーテキストモデルをつまらないものにしてしまった」。一方、雑誌WIREDはザナドゥ計画を「コンピュータ業界史上最長のベーパーウェアストーリー」と揶揄している。

## 歴史
テッド・ネルソンは、ハーバード大学大学院一年次であった頃に、ザナドゥ計画に繋がる概形を持つシステムを実装しはじめた。これはワードプロセッサの一種で、複数のバージョンを保存し、バージョン間の差分を表示できた。完成はしなかったものの、システムの試作品は他人の興味を刺激するのに十分であった。
このアイディアに加え、ネルソンは、読者が電子文書を読む経路を自分で選べるような、不連続な文書を簡単に書けるようにしたいと考えた。このアイディアを「ジッパー式リスト」 (zippered lists) と称して、1965年、ACMに出した論文に載せた。ジッパー式リストは、別々の文書の一部を切り貼りして新たな文書を作れた。ネルソンは、この概念をのちにトランスクルージョンと名付けた。1967年、ハーコート・ブレース出版に勤めていたころ、サミュエル・テイラー・コールリッジの詩クーブラ・カーンに因んで、この計画をザナドゥと名付けた。
テッド・ネルソンは、自らのアイディアを、『コンピュータ・リブ／夢の機械』（1974年）、『リテラリーマシン』（1981年）といった書籍の形で出版した。『コンピュータ・リブ / 夢の機械』自体、不連続な形式で書かれている。とりわけ、コンピュータの利用に関するネルソン自身の考えを、順序の無い形でまとめたものである。『コンピュータ・リブ』と『夢の機械』は背中合わせに印刷され、互いに反転させることができる。前者はネルソンを憤慨させる事柄についての考えを載せ、後者はコンピュータに潜在する学芸を支援する力への展望を論じている。
1972年、ネルソンは目的を果たすためコンピュータを借り受け、キャル・ダニエルズがザナドゥの最初のデモバージョンを作成した。しかし、たちまち資金は底をついてしまった。1974年、コンピュータネットワークが出現したころ、ネルソンはザナドゥの構想を洗練させて情報の中央源と見なし、ドキュバース（docuverse、文章宇宙）と称した。
1979年、ネルソンは、ロジャー・グレゴリーやマーク・ミラー、スチュアート・グリーネら弟子たちのグループを率いてスワスモアに入った。グレゴリーが借りた家で、ザナドゥの構想が徹底的に議論された。結局、夏の終わりにグループは分裂。ミラーとグレゴリーは、超限数の理論に基づいたアドレス方式を考案し、タンブラーと名付けた。この方式はファイル中のどの部分も参照できた。
グループは活動を続けたが、破産寸前であった。1983年、ネルソンは、スティーブン・レビーの『ハッカーズ』に登場するような人種の会合で、オートデスク社の創業者ジョン・ウォーカーに出会い、グループはオートデスクの財政支援を受けてザナドゥの仕事を始めた。
オートデスク社にある間、グループはグレゴリーに率いられてC言語でソフトウェアを完成させたが、動作は目標に及ばなかった。とはいえ、このバージョンのザナドゥはHackers Conferenceでのデモに成功し、ハッカー達の興味を強く煽った。そして、パロアルト研究所から雇われた新しいプログラマーのグループは、このソフトの問題を解決するにはSmalltalkで書き直すべきだと主張した。この主張はグループを事実上分裂させたが、結局書き直しを決めたため、オートデスク社に課せられた締め切りを過ぎてしまった。1992年8月、ザナドゥのグループはオートデスク社から処分され、Xanadu Operating Companyを設立したが、内部の反目と資金の欠乏からいざこざが絶えなかった。
Memexという（ヴァネヴァー・ブッシュが提案したハイパーテキストシステムに因む名前の）企業の創設者Charles S. Smithは、ザナドゥのプログラマの多くを雇い、ザナドゥの技術をライセンスした。ところが、Memexは直後に経営危機に陥り、一時給与を支払われなかったプログラマたちがコンピュータを持ち出して会社を離れた。（最終的に、給与は支払われた。）この頃、ティム・バーナーズ＝リーがWorld Wide Webを発展させた。
1998年、ネルソンはProject Udanaxとしてザナドゥのソースコードを公開した。プログラムに使われている技術やアルゴリズムが、幾つかのソフトウェア特許の無効化を狙っている。

## ザナドゥとWeb
ザナドゥではなくWorld Wide Webが普及した事実は、一見不可解である。ザナドゥ計画はWebよりも野心的だったからである。ザナドゥのトランスクルージョンは、文書のあらゆる場所の間で双方向リンクを結べるが、Webは文書全体または作者が「アンカー」と定めた場所への単方向リンクしか結べない。ザナドゥでは、リンクが途切れることはない。なぜなら、文書はピア・ツー・ピアの形で配布されるので、404エラーを表示する必要がないからである。さらに、ザナドゥは文書のバージョン管理を扱うが、Webは扱わない。ところが、ザナドゥは実装が困難で人間の協調を必要とするのに対し、Webはファイルシステムを拡張して実装することが容易であり、個人個人が独立して参加できることが普及の差を分けた。

## ザナドゥ計画に関連する現在進行中のプロジェクト
- CosmicBook
- ZigZag
- PermaPub and PermaStore
- GZZ　ZigZagを実装した自由ソフトウェア
- token_word　Jason Rohrerによる、ザナドゥのほとんどの主要な特徴を実装したソフトウェア